# Zrinka Šimić-Kanaet
Zrinka Šimić-Kanaet (* 21. Mai 1956 in Sarajevo) ist eine kroatische Archäologin, Spezialistin für römische Keramik.

## Leben
Zrinka Šimić-Kanaet wurde in Sarajewo geboren. Sie beendete die Grundschule und das Klassische Gymnasium in Zagreb. In 1980 graduierte sie in Archäologie und italienischer Sprache und Literatur an der Philosophischen Fakultät der Universität Zagreb. Sie erhielt 1990 ihren Magister in Archäologie und promovierte in 2009 unter der Betreuung von Mirjana Sanader. Von 1984 bis 2005 war sie Hauptbibliothekarin der Abteilung für Archäologie. 2005 wurde sie Assistentin am Institut für Klassische Archäologie und 2014 wissenschaftliche Mitarbeiterin am Institut für Archäologie. Sie hat zwei wissenschaftliche Konferenzen mit internationaler Beteiligung organisiert (2007 und 2011). Sie lehrt an der Fakultät für Archäologie im Grund- und Hauptstudium und ist Mitglied der Kroatischen Archäologischen Gesellschaft und der Internationalen Lychnologischen Vereinigung. Sie nahm an den archäologischen Ausgrabungen von Siscia (Sisak), Cibalae (Vinkovci), Mursa (Osijek), Vučedol, Kaniška Iva, Krk, Bribir und Tilurium (Gardun) teil.

## Veröffentlichungen (Auswahl)
- Keramika. In: M. Sanader (Hrsg.): Tilurium I. Istraživanja. Forschungen 1997–2001, Zagreb: Golden Marketing, Zagrab 2003, S. ?–?.
- Tilurium II. Keramika 1997. - 2006., svezak I. analiza i katalog, svezak II. table, Zagreb: Golden marketing-Tehnička knjiga, Zagreb 2010.
- mit Mirjana Sanader u. a.: Tilurium IV. Arheološka istraživanja 2007.-2010. godine. Philosophische Fakultät der Universität Zagreb, Zagreb 2017.
- mit V. Matijević: Shedding light on the Roman oil lamps from Tilurium. in: S. Traxler, F. Lang (Hrsg.): Colloquium Lauriacum 2016. Das römische Heer – Wirtschaftsfaktor und Kulturträger. Beiträge zur Tagung im Museum Lauriacum – Enns, 22.–24. September 2016 (= Forschungen in Lauriacum Bd. 19).: Gesellschaft für Landeskunde und Denkmalpflege Oberösterreich, Linz 2020, S. ?–?.
- mit Mirjana Sanader u. a.: Tilurium V. Arheološka istraživanja 2010.-2018. godine, Zagreb: Philosophische Fakultät der Universität Zagreb, Zagreb 2021.